# Finger (gest)

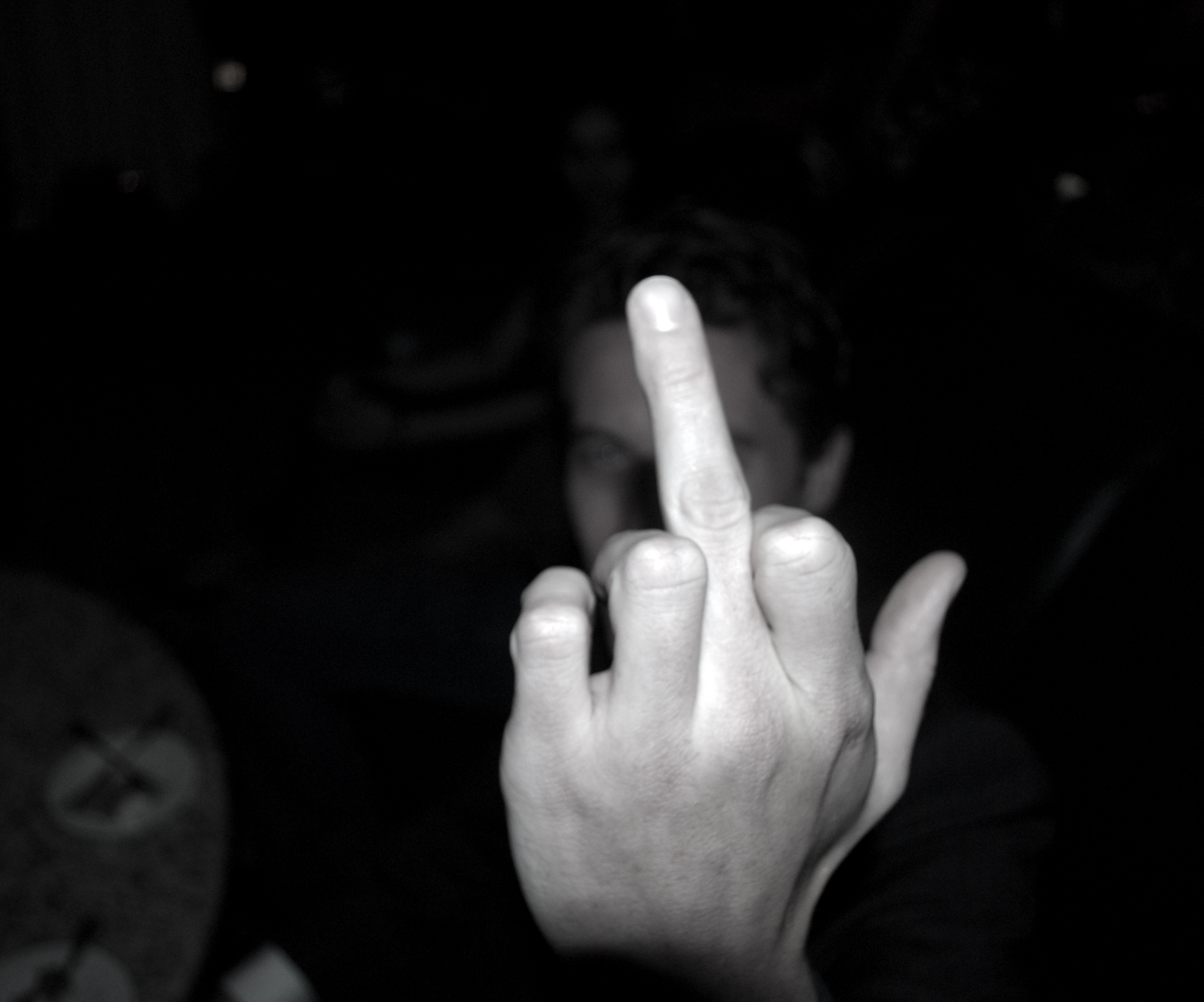
Fingret.

I västerländsk kultur är fingret en gest som utförs med handen och endast långfingret pekar uppåt. Det görs genom att visa upp en annars stängd näve. Det betyder oftast "fuck off" eller "fuck you" och fungerar som ett provokativt hån. I vissa lokala varianter höjs även tummen. Gesten är en internationell symbol för förakt.
Gesten härstammar från antikens Grekland samt antikens Rom. Ursprungligen representerade den en fallossymbol. Senare har den blivit vanlig hos bland andra musiker, idrottare och politiker. Många andra kulturer har liknande gester.

### Webbkällor
- Nasaw, Daniel (6 februari 2012). ”When did the middle finger become offensive?”. BBC News. https://www.bbc.com/news/magazine-16916263. Läst 7 mars 2021.